# 西邨顕達
西邨 顕達(にしむら あきさと、旧姓豊嶋、1938年9月10日 - 2018年12月22日)は日本の霊長類学者。

## 人物
同志社大学教授。今西錦司、伊谷純一郎に師事。はじめタンザニアのチンパンジー調査を行い、後に南米でウーリーモンキーやムリキなどのオマキザル、日本でニホンザルの調査を行う。理学博士。

## 経歴
- 1962年（昭和37年）4月 - 京都大学大学院・理学研究科・動物学専攻入学
- 1988年（昭和63年）3月 - 博士学位 （理学/京都大学） 取得　「A sociological and bihavioral study of woolly monkeys, (Lagothrix lagotricha) in the upper Amazon(アマゾン上流域におけるウーリーモンキーの社会学的・行動学的研究)」。
- 1970年〜1977年 - 京都大学霊長類研究所　助手
- 1977年〜1989年 - 同志社大学工学部　助教授
- 1989年〜1998年 - 同志社大学工学部・理工学研究所　教授
- 1998年〜2004年 - 同志社大学工学部・工学研究科・理工学研究所　教授
- 2004年〜現在 - 同志社大学　嘱託講師

## 著書
- 国立情報学研究所収録著書 国立情報学研究所
- 杉山幸丸; 西邨顕達; 大沢秀行; 増井憲一 (1977), 大分市, ed., 高崎山ニホンザル調査報告-1971年〜1976年-/大分市[編], 大分市
- 伊谷純一郎; 伊沢紘生; 西邨顕達 (199-), 放送大学学園; メディア教育開発センター, eds., 新世界猿の社会 : コロンビア, HUMAN : 人間・その起源を探る, 放送大学ビデオ教材 / 放送大学学園, 放送教育開発センター制作: 放送大学教育振興会

## 論文
- 国立情報学研究所収録論文 国立情報学研究所